# الحب حتى المستحيل
الحب حتى المستحيل (2005) هي أول أغنية من الألبوم الخامس للمغنية الأسترالية تينا أرينا، وتعتبر الأغنية الأكثر نجاحًا في فرنسا حتى الآن، وكانت الأغنية رقم 68 الأكثر مبيعاً في القرن الحادي والعشرين في فرنسا اعتباراً من أغسطس 2014، حيث تم بيع 354000 وحدة.